# 鄧尼特角

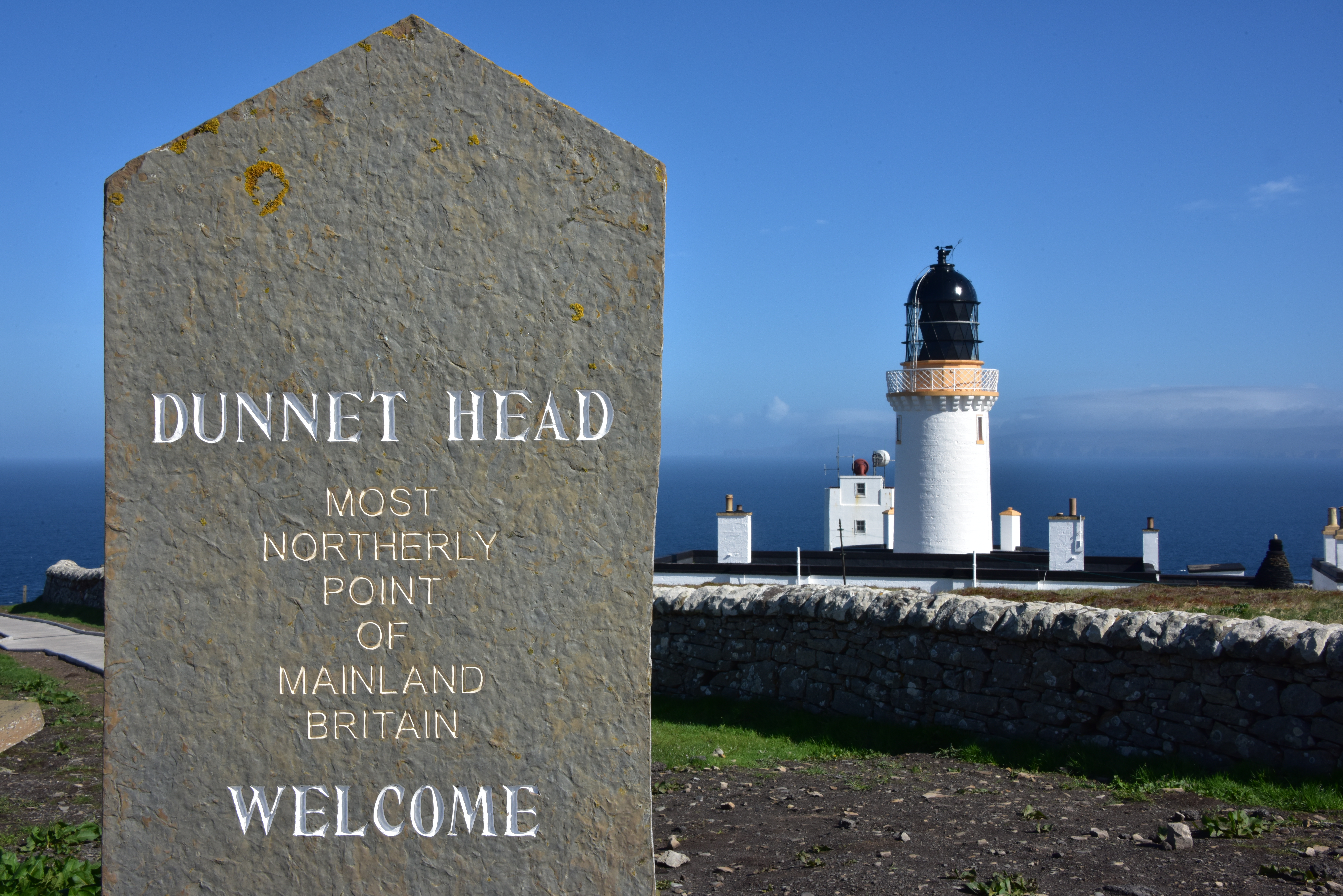
鄧尼特角的“不列顛本島最北端”告示牌，後方為燈塔

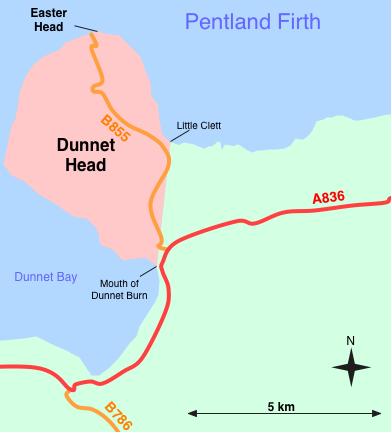
鄧尼特角地圖

鄧尼特角是位於蘇格蘭北海岸凱瑟尼斯的一個半島，寬約5公里。該半島為蘇格蘭本土和大不列顛島的最北端。在晴朗的日子裡，從該處可以看到東面的斯特羅馬島，以及北面15公里（9英里）外的霍伊島和梅恩蘭島。
其最北端又稱為復活節角（Easter Head）。

## 燈塔
鄧尼特角的燈塔坐落在300英尺高的懸崖上。這座15米高的燈塔由羅伯特·路易斯·史蒂文森的祖父羅伯特·史蒂文森於1831年建造。第二次世界大戰期間，在燈塔附近建造了幾座防禦工事，以保護斯卡帕灣的基地。

## 外部連結
- Dunnet Head Educational Trust 的存檔，存档日期2020-11-26.

58°40′21″N 03°22′31″W / 58.67250°N 3.37528°W